# Route nationale 41 (Madagascar)
Pour les articles homonymes, voir Route nationale 41.
La route nationale 41 (N 41) est une route nationale s'étendant d'Ikelilapona jusqu'à Fandriana à Madagascar.

## Description
La route 41 parcourt 19 kilomètres dans la région de Amoron'i Mania au centre de Madagascar.
Elle part de la N 7 à Ikelilapona au nord d'Ambositra et se dirige vers le nord-est, elle traverse Sandrandahy et va jusqu'à Fandriana.

## Parcours
- Ikelilapona, croisement de la N 7
- Sandrandahy
- Fandriana